# Duaner Sánchez
Duaner Yerenmy Sánchez Rosario (nacido el 14 de octubre de 1979 en Cotuí, República Dominicana) Duaner es un ex-lanzador de relevo diestro que militó durante siete temporadas en las Grandes Ligas. Durante su carrera, Sánchez lanzó para los Diamondbacks de Arizona, Piratas de Pittsburgh, Dodgers de Los Ángeles, Mets de Nueva York y Padres de San Diego. Era conocido por siempre llevar puestas sus gafas deportivas al lanzar.

## Carrera
En 1997, fue firmado como amateur por los Diamondbacks de Arizona, y comenzó su carrera profesional en la Dominican Summer League.
El 14 de junio de 2002, hizo su debut en Grandes Ligas, al lanzar una entrada sin permitir anotaciones contra los Tigres de Detroit. Tres semanas más tarde, fue cambiado a los Piratas de Pittsburgh por el lanzador Mike grilletes.
En 2003, pasó la mayor parte de la temporada en Triple-A con los Nashville Sounds. En 2002 y 2003, Sánchez hizo 15 apariciones con una victoria y una efectividad de 12.75.
Después de la temporada 2003, fue reclamado en waivers por los Dodgers de Los Ángeles. En 2004, comenzó a tener éxito, trabajando 80 entradas en 67 juegos con una efectividad de 3.38.
En agosto de 2005, se convirtió en el cerrador temporal de los Dodgers, logrando ocho salvamentos, mientras Éric Gagné permanecía en la lista de lesionados.
En enero de 2006, los Dodgers de Los Ángeles negociaron a Sánchez con los Mets de Nueva York junto con Steve Schmoll a cambio de Jae Weong Seo y Tim Hamulack. Sánchez comenzó el 2006 lanzando 18 entradas sin permitir anotaciones en 15 partidos, mientras se desempeñaba como preparador del cerrador oficial de los Mets, Billy Wagner.
En la madrugada del 30 de julio de 2006, a menos de 24 horas antes de la fecha límite de cambios de 2006, Sánchez fue herido en un accidente de taxi en Miami, Florida en la carretera interestatal 95, el accidente fue causado por un conductor ebrio. Sánchez sufrió una dislocación en el hombro, y fue trasladado en avión a Nueva York para someterse a una cirugía de final de temporada.
En enero de 2007, Sánchez y los Mets de Nueva York acordaron un contrato de un año y 850,000 dólares para la temporada 2007. Hacia el final de los entrenamientos de primavera en marzo de 2007, Sánchez sufrió una fractura en un hueso pequeño (conocido como el coracoides) en la parte frontal de su hombro. Sánchez se perdió toda la temporada 2007 como consecuencia de la fractura.
Sánchez fue liberado por los Mets durante los entrenamientos de primavera de 2009. Los Mets alegaron su falta de progreso desde su lesión como la razón de su liberación.
El 15 de marzo de 2009, Sánchez firmó un contrato de ligas menores con los Padres de San Diego y fue invitado a los entrenamientos de primavera. El 15 de mayo de 2009, Sánchez fue liberado por los Padres de San Diego.
En 2010, Sánchez jugó para los Sussex Skyhawks de la Canadian American Association of Professional Baseball y para los Diablos Rojos del México de la Liga Mexicana.
El 11 de abril de 2011, los Long Island Ducks anunciaron que firmaron a Sánchez.